# Horace Engdahl
Horace Engdahl, né le 30 décembre 1948 à Karlskrona dans la province suédoise du Blekinge, est un professeur et historien de la littérature scandinave. Également critique, traducteur et écrivain, il est aussi membre de l'Académie suédoise dont il est, de 1999 à 2009, le secrétaire perpétuel.

## Biographie
Après de brillantes études littéraires à l'université de Stockholm, il soutient une thèse de doctorat sur le romantisme suédois en 1987. Sa soutenance fut tardive car il exerçait, parallèlement à ses recherches, des activités de critique littéraire, de traducteur et de rédacteur en chef. Il était devenu l'un des grands spécialistes européens de la littérature suédoise. Il occupe actuellement le poste de professeur adjoint en littérature scandinave à l'université d'Aarhus au Danemark. Il parle couramment l'anglais, l'allemand, le français et le russe.
Horace Engdahl met à profit sa parfaite connaissance des langues pour traduire en suédois des œuvres qui lui semblent importantes et qu'il veut faire découvrir à ses compatriotes. Il est notamment le traducteur de Maurice Blanchot et de Jacques Derrida.
En 1997, il est élu membre de l'Académie suédoise, succédant à Johannes Edfelt au fauteuil no 17. En 1999, il remplace Sture Allén au poste de secrétaire perpétuel de l'Académie. Il est chargé, jusqu'en 2009, d'annoncer annuellement à la presse le nom du nouveau prix Nobel.
Il est marié à Ebba Witt-Brattström (née en 1953), militante féministe et professeur en littérature comparée à l'université de Södertörn, située dans la périphérie de Stockholm. Ils ont trois enfants.

## Polémique

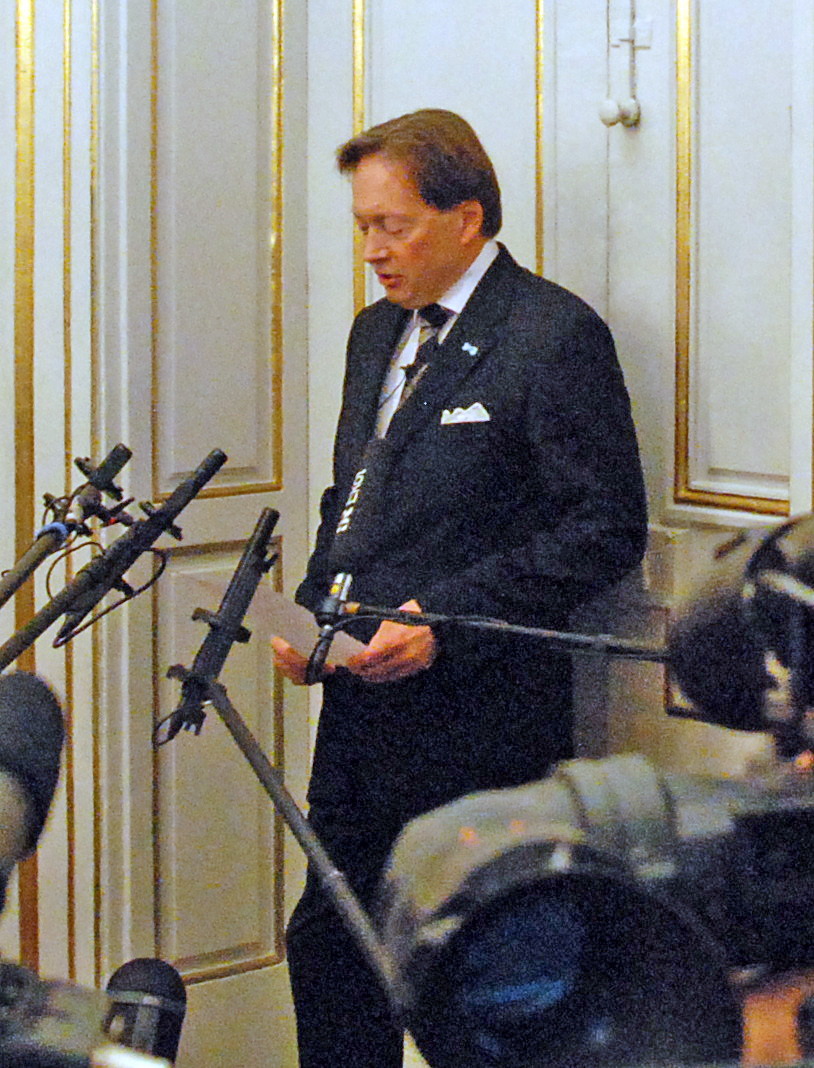
Engdahl annonçant Jean-Marie Gustave Le Clézio comme lauréat du prix Nobel, le 9 octobre 2008 à Stockholm

Afin de justifier les choix de l'Académie suédoise pour le prix Nobel de littérature, n'ayant échu à aucun écrivain américain depuis 15 ans et privilégiant largement les auteurs européens, Horace Engdahl a déclaré devant l'Associated Press en octobre 2008 : « L'Europe est encore au centre du monde littéraire. Les États-Unis sont trop insulaires et isolés, ils ne traduisent pas assez et ne participent pas au dialogue des littératures. ». Ces propos ont déclenché un tollé outre-Atlantique au sein des milieux littéraires. Le journaliste au New Yorker David Remnick a répondu ainsi : « Si Horace Engdahl était plus attentif à la scène littéraire qu'il vise, il verrait la vitalité dont font part les auteurs comme Roth, Updike, et Don DeLillo, ainsi que les jeunes écrivains qui sont, pour certains, des enfants de l'immigration, et qui écrivent dans leur anglais adopté. Quelle que soit leur génération, aucune de ces pauvres âmes n'a été ravagée par les horreurs du Coca-Cola. ». Le directeur de la Fondation américaine du livre Harold Augenbraum, a même suggéré que l'on fournisse une liste de lectures au secrétaire perpétuel. Ce dernier avoue avoir été étonné de la virulence des réponses : « J'ai été très surpris que la réaction soit si violente. Je ne pense pas que mes propos étaient dérogatoires ou sensationnels ». Il admet malgré tout avoir peut-être un peu trop « généralisé ».